# Банатски пясъци
Банатските пясъци (на сръбски: Делиблатска пешчара или Банатски песак) в Сърбия са единствената пясъчна област (пясъчник) в Европа.
Намират се в Южнобанатски окръг, като източно от него остават Бела църква и Вършац, а западно – Смедерево и Панчево.
Микрорайонът заема площ от около 300 km² (34.829 ha). Има елипсовидна форма. Намира се между река Дунав и югозападните склонове на Карпатите.
Пясъчникът е паметник от така нареченото Панонско море. Той е не само уникален природен феномен, но и биорезерват със специфична флора и фауна.